# Ж
La Ж, minuscolo ж, chiamata že, è una lettera dell'alfabeto cirillico. Rappresenta la consonante fricativa postalveolare sonora IPA /ʒ/ (il suono della j francese di jour) o la fricativa retroflessa sonora /ʐ/. In russo quando si trova in fine di parola viene desonorizzata e si pronuncia /ʃ/.
Viene trascritta spesso nell'alfabeto latino con la lettera ž, che è la lettera corrispondente nelle lingue ceca, slovacca, slovena e croata. Un'altra trascrizione diffusa specialmente in ambito anglo-americano è zh, una più rara è zx. La corrispondente polacca è ż.
La Ж è la settima lettera della versione bulgara e bielorussa dell'alfabeto cirillico e l'ottava della versione russa, macedone e serba, e la nona nella versione ucraina. Viene usata anche in molte altre lingue non slave e non indoeuropee, che usano l'alfabeto cirillico, per rappresentare il fonema /ʒ/ o /dʒ/. Nell'alfabeto cirillico antico, la Ж era la settima lettera. Veniva chiamata живѣте (živěte) e non aveva valore numerico.
Non è dato sapere da dove derivi la Ж. Non esiste lettera simile nell'alfabeto greco, latino o in altri alfabeti del tempo, anche se si riconosce una certa somiglianza con la lettera dell'alfabeto glagolitico živěte () che rappresenta il medesimo suono. Ad ogni modo, l'origine di živěte, così come la maggior parte delle lettere glagolitiche, non è chiara.
La Ж è una delle prime lettere dell'alfabeto che i bambini parlanti lingue slave imparano a scrivere perché assomiglia quasi ad una ranocchia che nuota in uno stagno, e rana nelle lingue slave spesso si scrive жаба.
| Lettera cirillica | Pronuncia IPA | Trascrizione scientifica | Trascrizione inglese | Trascrizione tedesca | Trascrizione francese |
| ----------------- | ------------- | ------------------------ | -------------------- | -------------------- | --------------------- |
| Ж                 | /ʒ/           | ž                        | zh                   | zh                   | j                     |

## Posizioni nei codici
| Nome carattere | Tipo      | Decimale | Esadecimale | Base otto | Binario          |
| Unicode        | Maiuscolo | 1046     | 0416        | 002026    | 0000010000010110 |
| Unicode        | Minuscolo | 1078     | 0436        | 002066    | 0000010000110110 |
| ISO 8859-5     | Maiuscolo | 182      | b6          | 266       | 0010110110       |
| ISO 8859-5     | Minuscolo | 214      | d6          | 326       | 0011010110       |
| KOI8           | Maiuscolo | 246      | f6          | 366       | 0011110110       |
| KOI8           | Minuscolo | 214      | d6          | 326       | 0011010110       |
| Windows-1251   | Maiuscolo | 198      | c6          | 306       | 0011000110       |
| Windows-1251   | Minuscolo | 230      | e6          | 346       | 0011100110       |

Le corrispondenti codici nell'HTML sono: &#1046; o &#x416; per il maiuscolo e &#1078; o &#x436; per il minuscolo.